# 폭스 사커
폭스 사커는 미국 폭스 방송의 축구 전문 채널이었다.

## 연혁
1997년 11월 1일 개국했다. 2005년부터 2011년까지는 폭스 사커 채널이었다가 2012년에 폭스 사커가 되었지만 2013년에 폐국하였다.

## 채널번호
- 버라이즌 FiOS-84번(SD)/584번(HD)
- Dish Network-408번(SD/HD 모두 송출)
- AT&T U-verse-654번(SD)/1564번(HD)
- DirecTV-619번(SD/HD 모두 송출)